# Scatopsciara zheana
Scatopsciara zheana är en tvåvingeart som beskrevs av Yang, Zhang och Yang 1995. Scatopsciara zheana ingår i släktet Scatopsciara och familjen sorgmyggor.
Artens utbredningsområde är Zhejiang (Kina). Inga underarter finns listade i Catalogue of Life.